# Urothoe marina
Urothoe marina är en kräftdjursart som först beskrevs av Charles Spence Bate 1857.  Urothoe marina ingår i släktet Urothoe och familjen Urothoidae. Inga underarter finns listade i Catalogue of Life.